# Drillia monodi
Drillia monodi é uma espécie de gastrópode do gênero Drillia, pertencente a família Drilliidae.